# Mistelås socken
Mistelås socken i Småland ingick i Allbo härad i Värend, ingår sedan 1971 i Alvesta kommun och motsvarar från 2016 Mistelås distrikt i Kronobergs län.
Socknens areal är 52,21 kvadratkilometer, varav land 45,81. År 2000 fanns här 154 invånare. Kyrkbyn Mistelås med sockenkyrkan Mistelås kyrka ligger i socknen. 

## Administrativ historik
Mistelås socken har medeltida ursprung.
Vid kommunreformen 1862 övergick socknens ansvar för de kyrkliga frågorna till Mistelås församling och för de borgerliga frågorna till Mistelås landskommun.  Denna senare inkorporerades 1952 i Moheda landskommun som sedan 1971 uppgick i Alvesta kommun. Församlingen uppgick 2024 i Slätthög-Mistelås församling.
1 januari 2016 inrättades distriktet Mistelås, med samma omfattning som församlingen hade 1999/2000.
Socknen har tillhört samma fögderier och domsagor som Allbo härad. De indelta soldaterna tillhörde Kronobergs regemente, Norra Sunnerbo kompani och Smålands grenadjärkår, Sunnerbo kompani.

## Geografi
Mistelås socken ligger kring södra delen av sjön Rymmen. Socknen består av kuperad skogsbygd.

## Fornminnen
Tre hällkistor från stenåldern, några gravrösen från bronsåldern och tre mindre järnåldersgravfält är kända.

## Namnet
Namnet (1413 Mistila), taget efter kyrkbyn, har troligen förledet på en sjö, mistil, betydande dimma (mist) och efterledet ås.
- Mistelås församling
- Lista över fasta fornminnen i Alvesta kommun#Mistelås

### Fotnoter
1. 1 2 3  Svensk Uppslagsbok andra upplagan 1947–1955: Mistelås socken
2. 1 2  Harlén, Hans; Harlén Eivy (2003). Sverige från A till Ö: geografisk-historisk uppslagsbok. Stockholm: Kommentus. Libris 9337075. ISBN 91-7345-139-8
3. ↑  ”Församlingar”. Statistiska centralbyrån. https://www.scb.se/hitta-statistik/regional-statistik-och-kartor/regionala-indelningar/forsamlingar/. Läst 30 december 2022.
4. ↑  Administrativ historik för MIstelås socken (Klicka på församlingsposten). Källa: Nationella arkivdatabasen, Riksarkivet.
5. 1 2  Sjögren, Otto (1931). Sverige geografisk beskrivning del 2 Östergötlands, Jönköpings, Kronobergs, Kalmar och Gotlands län. Stockholm: Wahlström & Widstrand. Libris 9939
6. 1 2 3  Nationalencyklopedin
7. ↑  Fornlämningar, Statens historiska museum: Mistelås socken
8. ↑  Fornminnesregistret, Riksantikvarieämbetet: Mistelås socken Fornminnen i socknen erhålls på kartan genom att skriva in sockennamn (utan "socken") i "Ange geografiskt område"